# Darius Maskoliūnas

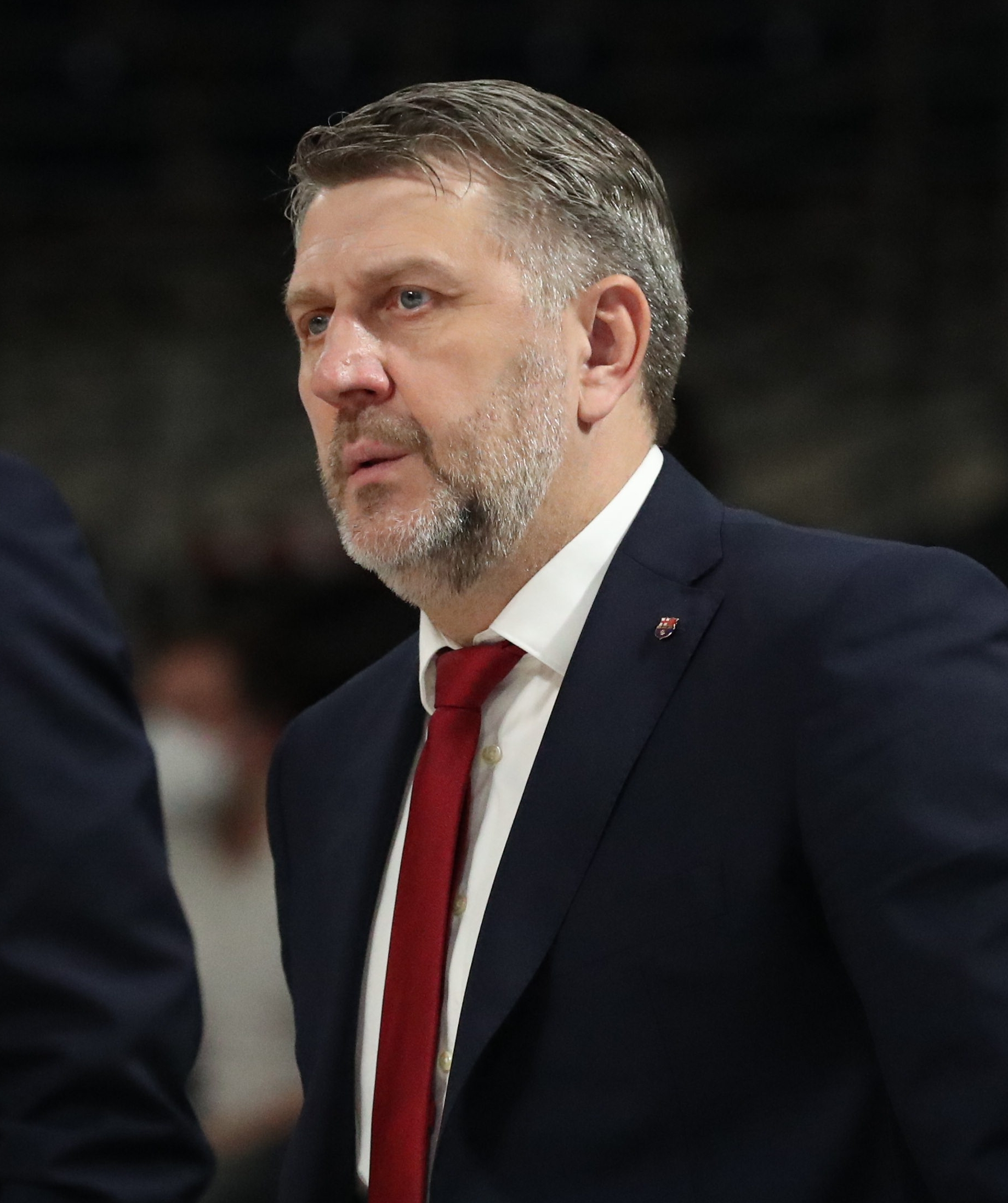
Darius Maskoliūnas (2022)

Darius Maskoliūnas, född 6 januari 1971 i Jonava, Litauiska SSR, Sovjetunionen
, är en litauisk basketspelare som tog OS-brons 2000 i Sydney. Detta var Litauens tredje bronsmedalj i rad i herrarnas turnering i basket vid olympiska sommarspelen. Han spelade under många år för klubben Žalgiris Kaunas.